# Kaznějov
Kaznějov (in tedesco Kaznau) è una città della Repubblica Ceca facente parte del distretto di Plzeň-sever, nella regione di Plzeň.